# GRAMPS
GRAMPS (anglická zkratka z Genealogical Research and Analysis Management Programming System, tedy zhruba Systém pro správu genealogického výzkumu a analýzy) je svobodný genealogický software. Je naprogramován v jazyce Python s použitím knihovny PyGTK. Na vytváření grafů používá program Graphviz. Mezi podporované formáty pro výměnu dat patří GEDCOM. Program používá i vlastní souborový formát Gramps XML (dále zabaleno pomocí gzip). Databáze je postavena na Berkeley DB. První verze programu byla vydána v roce 2001 a vývoj stále probíhá.

## Vlastnosti a funkce
- plná podpora Unicode
- kalkulačky pro výpočet vztahů v rámci rodokmenu
- podpora mnoha výstupních formátů zpráv, mimo jiné Open Document Format, LaTeX, PDF, RTF a HTML
- program lze rozšiřovat pomocí pluginů zvaných „gramplets“
- program je k disposici v 40 jazycích (prosinec 2014), včetně češtiny